# Демесмекерит
Демесмекерит — рідкісний мінерал, селеніт урану з хімічною формулою: Pb2Cu5(UO2)2(SeO3)6(OH)6·2H2O.
Названий на честь бельгійського мінералога Гастона Демесмакера, який працював на руднику «Мусоной» в провінції Катанга. Це вторинний мінерал, який містить свинець, мідь і селен.
Демесмекерит має колір пляшкового скла від зеленого до коричнево-жовтого; його кристалічний габітус змінюється залежно від місця його знаходження. Мінерал має плеохроїчні властивості: по осі Х він демонструє жовто-зелений колір, а по осі Y камінь виглядає коричневим.
Демесмекерит має дуже сильну радіоактивність (1 629 108,74 GRapi (одиниці гамма-променів Американського інституту нафти). Здебільшого він складається з кисню (22,1 %), урану (21,92 %), який обумовлює його радіоактивні властивості, селену (21,81 %), свинцю (19,08 %), який є отруйним хімічним елементом, і міді (14,63 %); також містить водень (0,46 %).
Мінерал асоціюється з іншими рідкісними селеновмісними урановими рудами, такими як хайнесит, гійменіт, мартосит і піреїт.